# Ernst Keil
Ernst Keil (Langensalza, 1816. december 6. – Lipcse, 1878. március 23.) német könyvkereskedő.

## Pályafutása
Könyvkereskedelmet tanult Weimarban, 1838-ban az Unser Planet című lap szerkesztője lett és 1845-ben kiadóüzletet nyitott Lipcsében. Megindította a Leuchtturm című folyóiratot, amelynek szabadelvű iránya miatt Keilnak börtönt is kellett szenvednie. Nevezetes Keilnak 1853. január 1-jén megindított Die Gartenlaube című lapja, melyet Magyarországon is sokat olvastak. 1883-ban üzletét a stuttgarti Kröner testvérek vették meg, akik azt később Keil utódai cím alatt vezették.

## Családja
Keil 1844-ben feleségül vette Linát (Wilhelmine Dorothea Karoline, született Aston, 1821–1894). Fiuk, Alfred 24 évesen halt meg 1871. december 28-án egy keleti utazás során Kairóban. A két lánya, Lina és Anna túlélte szüleiket. Melanie lánya (1852–1922) 1872-ben Lipcsében feleségül vette Gery von Byern-Parchen (1846–1891) földbirtokost.